# Словацька екстраліга
Словацька Екстраліга (словац. Slovenská extraliga) — найвищий дивізіон чемпіонату Словаччини з хокею із шайбою, організована Словацьким союзом льодового хокею.

## Історія
Після здобуття незалежності в 1992 році й цивілізованого розмежування з Чехією 1 січня 1993 року створена нова Словацька хокейна інфраструктура й на її вершині стала Словацька хокейна екстраліга, яка наразі входить в топ-7 найкращих хокейних ліг Європи. За цей весь час вища хокейна ліга Словаччини носила кілька назв:
- 1993–1997 роки — Екстраліга
- 1997–2001 роки — Східна Екстраліга
- 2001–2002 роки — Босс Екстраліга
- 2002–2005 роки — СТ Екстраліга
- 2005–2007 роки — Т-Ком Екстраліга
- 2007–2011 роки — Словнафт Екстраліга на честь генерального спонсора — компанії «Slovnaft».
- 2011–2015 роки — Тіпспорт Екстраліга
- 2015–2020 роки — Тіпспорт Ліга
- 2021 — Тіпос Екстраліга

## Структура
Розіграш чемпіонату Словацької Екстраліги проводиться у два етапи. На першому етапі команди грають одна з одною в 4 кола, і визначають переможця регулярного чемпіонату. Здобуті очки присуджуються таким чином: за перемогу в основний час гри — команда отримує три очки, перемога в овертаймі (додатковий час) — 2 очка, поразка — 0 балів. Команда що посіла останнє місце проводить стикові ігри з найкращою командою 1-ї хокейної ліги Словацької республіки за право перебування в Екстралізі.
На другому етапі команди, що посіли перші вісім місць за підсумками регулярного сезону розігрують звання чемпіона Словаччини за системою плей-оф. В 1/4 фіналу команда, що посіла за підсумком регулярного чемпіонату 1-ше місце зустрічається з 8-ю, 2-га — з 7-ю, 3-тя — з 6-ю, 4-та — з 5-ю. В 1/2 фіналу команда, що посіла на першому етапі найвище місце, зустрічається з командою, що посіла найнижче місце. Команди, що посіли найвищі місця на першому етапі, перші дві гри на усіх стадіях плей-оф проводять вдома, два матчі-відповіді — на виїзді; якщо буде потрібно продовження розіграшу, п'ята гра проводиться вдома, шоста — на виїзді, сьома — вдома. Матчі серії плей-оф проводяться до 4-х перемог, фінал також — до 4-х перемог однієї з команд (були сезони, на початках ліги, коли серія тривала до трьох перемог), третє місце присуджується команді, що програла в 1/2 фіналу і посіла в регулярному чемпіонаті найвище місце.

## Призери Екстраліги
Після чемпіонату 2025 року.
| Ранг | Команда                | Золото | Срібло | Бронза | Загалом |
| 1    | ХК Кошиці              | 10     | 7      | 3      | 20      |
| 2    | ХК Слован Братислава   | 9      | 2      | 5      | 16      |
| 3    | ХК Дукла Тречин        | 3      | 5      | 3      | 11      |
| 4    | ХК Зволен              | 3      | 5      | 3      | 11      |
| 5    | ХК 05 Банська Бистриця | 3      | 2      | 2      | 7       |
| 6    | ХК Нітра               | 2      | 5      | 4      | 11      |
| 7    | МСХК Жиліна            | 1      | 0      | 1      | 2       |
| 8    | Попрад                 | 0      | 3      | 2      | 5       |
| 9    | ХК 36 Скалиця          | 0      | 1      | 2      | 3       |
| 10   | Списька Нова Весь      | 0      | 1      | 2      | 3       |
| 11   | МХК Мартін             | 0      | 0      | 2      | 2       |
| 12   | Михайлівці             | 0      | 0      | 1      | 1       |

## Статистика
У Словацькій Екстралізі ведуть офіційні індивідуальні статистичні показники, на основі яких Федерація хокею Словаччини та спонсори нагороджують гравців, тренерів індивідуальними призами.

### Найкращі бомбардири
Гравець ХК Нітра Самуель Бучек став найкращим бомбардиром ліги з найбільшою кількістю закинутих шайб в одному сезоні — 54.
| Сезон   | Найкращий бомбардир                  | Клуб                   | Голи |
| ------- | ------------------------------------ | ---------------------- | ---- |
| 1993—94 | Мірослав Шатан                       | ХК Дукла Тречин        | 42   |
| 1994—95 | Властіміл Плавуха                    | ХК Кошиці              | 47   |
| 1995—96 | Властіміл Плавуха                    | ХК Кошиці              | 34   |
| 1996—97 | Ян Пардавий                          | Дукла Тречин           | 42   |
| 1997—98 | Властіміл Плавуха                    | ХК Кошиці              | 37   |
| 1998—99 | Ян Ліп'янский                        | Слован Братислва       | 36   |
| 1999—00 | Властіміл Плавуха                    | ХК Зволен              | 49   |
| 2000—01 | Ян Плх                               | ХК Зволен              | 40   |
| 2001—02 | Ярослав Торок                        | ХК Зволен              | 38   |
| 2002—03 | Арне Кротак                          | ХК Кошиці              | 35   |
| 2003—04 | Мартін Бартек                        | ХК Зволен              | 46   |
| 2004—05 | Маріан Габорик                       | Дукла Тречин           | 33   |
| 2005—06 | Любомір Колник                       | ХК Нітра               | 33   |
| 2006—07 | Марек Урам                           | Слован Братислва       | 31   |
| 2007—08 | Мартін Кульга                        | Слован Братислва       | 33   |
| 2008—09 | Жигмунд Палффі                       | ХК 36 Скалиця          | 52   |
| 2009—10 | Мартін Кульга                        | Слован Братислва       | 32   |
| 2010—11 | Міхел Міклик                         | ХК Кошиці              | 37   |
| 2011—12 | Мартін Кульга                        | ХК СКР Попрад          | 35   |
| 2012—13 | Роман Томанек                        | ХК Нітра               | 42   |
| 2013—14 | Роман Томаш                          | МсХК Жиліна            | 40   |
| 2014—15 | Петр Кафка                           | ХК 05 Банська Бистриця | 36   |
| 2015—16 | Лукаш Гвіла                          | ХК 05 Банська Бистриця | 34   |
| 2016—17 | Ладіслав Надь                        | ХК Кошиці              | 30   |
| 2017—18 | Тімоті Джеймс Коффман Матей Паулович | ХК Зволен ХК Нітра     | 33   |
| 2018—19 | Самуель Бучек                        | ХК Нітра               | 39   |
| 2019—20 | Марцел Гащак                         | ХК Кошиці              | 33   |
| 2020—21 | Марцел Гащак                         | ХК Попрад              | 45   |
| 2021—22 | Самуель Бучек                        | ХК Нітра               | 54   |
| 2022—23 | Макс Герлах                          | ХК Пряшів              | 34   |
| 2023—24 | Самуель Бучек                        | ХК Нітра               | 37   |
| 2024—25 | Адам Крекнелл                        | ХК Попрад              | 38   |

### «Команда всіх зірок»
Щорічно починаючи з 1997—98 років у Словаччині визначають «Команду всіх зірок».
- 1997—98 Мірослав Шимонович — Роберт Пукалович, Ян Варголік — Властіміл Плавуха, Ігор Ратай, Здено Цігер
- 1998—99 Павол Рибар — Любомір Вішньовський, Владімір Влк — Здено Цігер, Роман Ільїн, Ігор Ліба
- 1999—00 Радован Бєгл — Любомір Вішньовський, Роберт Пукалович — Ріхард Капуш, Здено Цігер, Властіміл Плавуха
- 2000—01 Павол Рибар — Роберт Пукалович, Мартін Главачка — Ріхард Шехни, Здено Цігер, Петер Фабуш
- 2001—02 Мірослав Шимонович — Душан Міло, Радослав Гецл — Ярослав Торок, Ріхард Шехний, Юрай Галай
- 2002—03 Павол Рибар — Владімір Влк, Юрай Кледровець — Арне Кротак, Здено Цігер, Ріхард Капуш
- 2003—04 Карол Крижан — Петер Павлаш, Андрей Месарош — Мартін Бартек, Роман Кукумберг, Петер Фабуш
- 2004—05 Карол Крижан — Любомір Вішньовський, Рене Видарени — Мірослав Шатан, Міхал Гандзуш, Павол Демітра
- 2005—06 Мірослав Ліповський — Душан Міло, Петер Подградський — Арне Кротак, Андрей Коллар, Мірослав Ковачик
- 2006—07 Сасу Хові — Даніел Бабка, Марцел Штербак — Марек Урам, Тібор Меліхарек, Роман Кукумберг
- 2007—08 Сасу Хові — Петер Павлаш, Мартін Івічич — Мартін Гуйса, Андрей Коллар, Жигмунд Палффі
- 2008—09 Юліус Гудачек — Ян Гранач, Ян Табачек — Рудолф Гуна, Юрай Мікуш, Жигмунд Палффі
- 2009—10 Юліус Гудачек — Петер Фрюгауф, Петер Мікуш — Рудолф Гуна, Ян Пардавий, Жигмунд Палффі
- 2010—11 Юліус Гудачек — Ян Табачек, Радослав Сухий — Мірослав Залешак, Арне Кротак, Станіслав Грон
- 2011—12 Браніслав Конрад — Іван Шварний, Ян Табачек — Жигмунд Палффі, Мірослав Шатан, Лібор Гудачек
- 2012—13 Томаш Томек — Петер Кеніг, Мартін Штрбак — Марцел Гащак, Лукаш Юрик, Жигмунд Палффі
- 2013—14 Растіслав Станя — Петер Кеніг, Мартін Штрбак — Роман Томанек, Йозеф Штумпел, Ріхард Єнчик
- 2014—15 Браніслав Конрад — Адам Яношик, Міслав Росандич — Роман Томанек, Йозеф Штумпел, Габрієль Шпілар
- 2015—16 Міхал Валент — Іван Дателінка, Джеймсон Мілам — Давід Лаліберте, Юрай Майдан, Джад Блеквотер
- 2016—17 Джейсон Бакашихуа — Меттью Маїоне, Джеймсон Мілам — Томаш Суровий, Марек Говорка, Ладіслав Надь
- 2017—18 Міхал Валент — Томаш Староста, Нік Росс — Бранко Радівоєвич, Міхал Кріштоф, Ерік Фель
- 2018—19 Міхал Валент — Томаш Староста, Іван Дятелінка — Роберт Лантоши, Самуель Бучек, Ладіслав Надь
- 2020—21 Робін Рам — Карл Акеред, Адам Дргон — Марцел Гащак, Давід Скокан, Радован Бондра
- 2021—22 Марцел Меліхерчик — Шимон Немец, Метт Маккензі — Самуель Бучек, Самуель Такац, Павол Регенда
- 2022—23 Станіслав Шкорванек — Джордон Сауторн, Метт Маккензі — Макс Герлах, Міхал Хован, Брант Гарріс
- 2023—24 Станіслав Шкорванек — Ігор Мережко, Алекс Бретон — Самуель Бучек, Олів'є Аршамбо, Каспарс Даугавіньш

### «Золота шайба»
Щорічно починаючи з 1998 року у Словаччині вручають приз «Золота шайба» найкращому хокеїстові, найкращим воротареві, захиснику, нападнику і тренерові.
| Рік  | Найкращий хокеїст    | Найкращий воротар  | Найкращий захисник   | Найкращий нападник | Найкращий тренер |
| ---- | -------------------- | ------------------ | -------------------- | ------------------ | ---------------- |
| 1998 | Петер Бондра         | Мірослав Шимонович | Роберт Пукалович     | Здено Цігер        | Ернест Бокрош    |
| 1999 | Павол Демітра        | Павол Рибар        | Любомір Вішньовський | Здено Цігер        | Ян Філц          |
| 2000 | Мірослав Шатан       | Павол Рибар        | Любомір Вішньовський | Мірослав Шатан     | Ян Філц          |
| 2001 | Мірослав Шатан       | Павол Рибар        | Любомір Вішньовський | Ріхард Шехний      | Юліус Шуплер     |
| 2002 | Петер Бондра         | Ян Лашак           | Любомір Вішньовський | Жигмунд Палффі     | Ян Філц          |
| 2003 | Петер Бондра         | Ян Лашак           | Любомір Вішньовський | Жигмунд Палффі     | Франтішек Госса  |
| 2004 | Мірослав Шатан       | Ян Лашак           | Здено Хара           | Міхал Гандзуш      | Душан Грегор     |
| 2005 | Любомір Вішньовський | Ян Лашак           | Любомір Вішньовський | Маріан Госса       | Мілош Ржига      |
| 2006 | Маріан Госса         | Карол Крижан       | —                    | Маріан Госса       | Ян Штрбак        |
| 2007 | Маріан Госса         | Петер Будай        | Любомір Вішньовський | Маріан Госса       | Петер Оремус     |
| 2008 | Маріан Госса         | Петер Будай        | Любомір Вішньовський | Маріан Госса       | Здено Цігер      |
| 2009 | Здено Хара           | Ярослав Галак      | Здено Хара           | Маріан Госса       | Антон Томко      |
| 2010 | Маріан Госса         | Ярослав Галак      | Здено Хара           | Маріан Габорик     | Ян Філц          |
| 2011 | Здено Хара           | Ярослав Галак      | Здено Хара           | Павол Демітра      | Ян Штрбак        |
| 2012 | Здено Хара           | Ян Лацо            | Здено Хара           | Маріан Габорик     | Владімір Вуйтек  |
| 2013 | Здено Хара           | Растіслав Станя    | Здено Хара           | Маріан Госса       | Петер Мікула     |
| 2014 | Маріан Габорик       | Ян Лацо            | Здено Хара           | Маріан Габорик     | Антон Томко      |
| 2015 | Маріан Госса         | Ярослав Галак      | Здено Хара           | Маріан Госса       | Ернест Бокрош    |
| 2016 | Андрей Секера        | Юліус Гудачек      | Андрей Секера        | Томаш Татар        | Владімір Орсаг   |